# Di carnagione
Di carnagione è un'espressione utilizzata in araldica per il corpo umano, nudo, o sue parti.
Il colore di solito indica una carnagione bianca, di colore rosa pelle vivace, la sua rappresentazione monocromatica raffigura un seminato di C. 

## Caratteristiche
L'espressione è usata quando il colore del corpo, o di una sua parte, non è uno dei consueti colori araldici, ma è rappresentato al naturale. 
Per quanto riguarda la regola di contrasto dei colori, questo colore è considerato equivalente alle pellicce e può quindi essere sovrapposto sia ai metalli sia agli smalti.
Tuttavia esso viene raramente blasonato, soltanto nei rari casi in cui pezze o figure (quest'ultime nei casi in cui la carnagione non è il colore naturale) hanno questo colore. Per figure tipo una mano, una testa o un piede viene usato di più il termine al naturale.

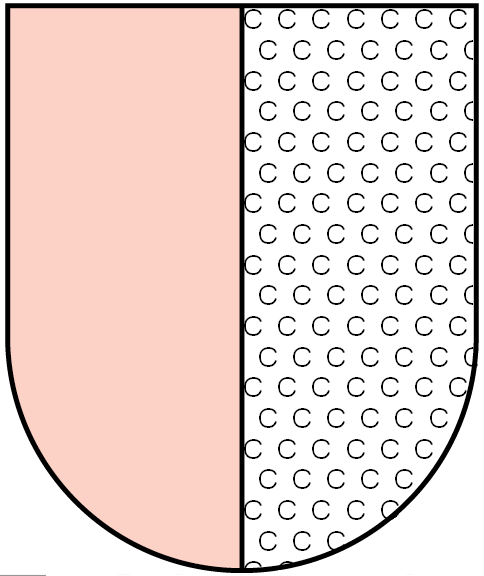
Di carnagione
Mano di carnagione nello stemma di Borgomanero
Sette teste di carnagione (Nurmijärvi, Finlandia)
Fede di carnagione nello stemma dell'Argentina
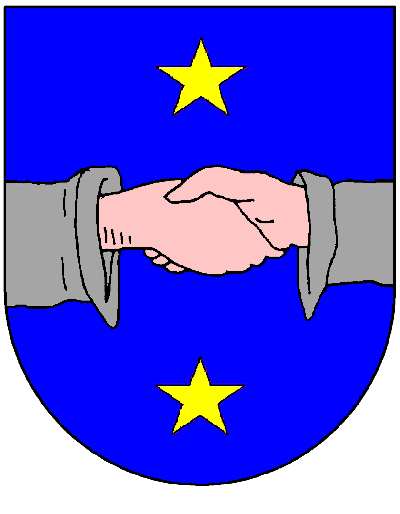
Fede di carnagione (famiglia Amigant di Spagna)